# 勒内·杜博斯
勒内·杜博斯（法語：René Dubos，1901年2月20日—1982年2月20日）是一位法裔美国微生物学家，主要从事土壤微生物的研究，科普作品有《只有一个地球：对一个小小行星的关怀和维护》（Only One Earth: The Care and Maintenance of a Small Planet，1972年，与芭芭拉·沃德合著）、《所以人是动物：环境和事件如何塑造我们》（So Human an Animal: How We Are Shaped by Surroundings and Events，1968年）等。